# Lijst van burgemeesters van Nederslingeland
Dit is een lijst van burgemeesters van de voormalige Nederlandse gemeente Nederslingeland tot die gemeente in 1857 opging in de gemeente Peursum.
| Ambtsperiode | Naam burgemeester           | Partij of stroming | Bijzonderheden |
| ------------ | --------------------------- | ------------------ | --- |
| 1818 - 1842  | Eliza Vonck                 |                    | schout/burgemeester, tevens maire/schout/burgemeester van Streefkerk (1812-1849), Peursum (1818?-1844?), Bleskensgraaf (1819-1843) en Nieuw-Lekkerland (1819-1842)           |
| 1844 - 1846  | J.A. van der Stok           |                    | tevens burgemeester van Nieuw-Lekkerland (1844-1846) |
| 1846 - 1852  | Nicolaas Jan Vonck          |                    | tevens burgemeester van Streefkerk (1850-1853), Bleksensgraaf (1846-1850), Nieuw-Lekkerland (1846-1854) en Peursum (1847-1852)                                               |
| 1852 - 1857  | Johannes Diderik van Slijpe |                    | tevens burgemeester van Goudriaan (1852-1884), Ottoland (1852-1884), Giessen-Nieuwkerk (1852-1894), Schelluinen (1852-1894), Laagblokland (1852-1857) en Peursum (1852-1894) |